# 源同
源 同（みなもと の おなじ、生没年不詳）は、平安時代初期から前期にかけての貴族。嵯峨源氏、大納言・源弘の子。官位は従五位上・刑部大輔。

## 経歴
嘉承3年（850年）仁明天皇崩御後の修六七日御斎会において、刑部少輔・藤原関雄とともに興福寺使を務めた（この時の官位は散位従五位下）。
天安2年（858年）清和天皇の践祚後まもなく侍従に任官し、翌貞観元年（859年）従五位上に任ぜられる。その後、宮内少輔に任ぜられるが、貞観3年（861年）に大学頭、宮内少輔、中務少輔と短期間に複数の官職を遷っている。貞観4年（862年）刑部大輔に補せられた。

## 官歴
『六国史』による。
- 時期不詳：従五位下
- 嘉承3年（850年） 5月3日：見散位
- 天安2年（858年） 9月14日：侍従
- 貞観元年（859年） 11月19日：従五位上
- 時期不詳：宮内少輔
- 貞観3年（861年） 2月16日：大学頭。3月8日：宮内少輔。4月9日：中務少輔
- 貞観4年（862年） 2月11日：刑部大輔